# 센주정 (도쿄부)
센주정(千住町)은 1889년 5월 1일부터 1932년 10월 1일까지 존재했던 도쿄부 미나미아다치군의 정이다.
현재의 아다치구 센주오가와초, 센주오오카와초, 센주수초, 센주나카이초, 센주나카초, 센주가와라초, 센주가와라초, 센주하시토초, 센주미도리초, 센주미야모토초, 센주류타초, 센주야나기초, 센주모토초, 센주사쿠라기, 센주세키야초, 센주히가시초, 센주아사히초, 센주아사히초, 센주아케보코초, 아다치1-4초메, 주오본초 2-3초메, 우메지마1초메에 해당한다.

## 역사
- 1889년 5월 1일 - 시정촌제 시행에 의해 미나미아다치군 센주정이 성립하였다.
- 1932년 10월 1일 - 2정 7촌이 도쿄시에 편입되어 미나미아다치군이 되었다.

## 인구
- 1920년 31,047
- 1925년 52,101
- 1930년 69,085